# Anthela decolor
Anthela decolor là một loài bướm đêm thuộc họ Anthelidae. Loài này có ở Úc.